# Mourioux-Vieilleville
Mourioux-Vieilleville est une commune française située dans le département de la Creuse en région Nouvelle-Aquitaine.

## Géographie
Mourioux-Vieilleville est située à l'ouest du département de la Creuse et au cœur du Limousin, à 20 km au sud-ouest de Guéret (25 km par la route) et à 40 km au nord-est de Limoges (60 km par la route).
La gare de Vieilleville est à la bifurcation de la ligne de chemin de fer Montluçon - Saint-Sulpice-Laurière et de celle qui dessert Bourganeuf.
| Marsac  | Bénévent-l'Abbaye     | Le Grand-Bourg |
|         | Mourioux-Vieilleville | Aulon          |
| Arrènes | Châtelus-le-Marcheix  | Ceyroux        |

### Climat
Pour des articles plus généraux, voir Climat de la Nouvelle-Aquitaine et Climat de la Creuse.
Historiquement, la commune est dans une zone de transition entre le climat océanique limousin et le climat montagnard.  
En 2020, Météo-France publie une typologie des climats de la France métropolitaine dans laquelle la commune est exposée à un climat de montagne et est dans la région climatique  Ouest et nord-ouest du Massif Central, caractérisée par une pluviométrie annuelle de 900 à 1 500 mm, maximale en automne et en hiver.
Pour la période 1971-2000, la température annuelle moyenne est de 10,7 °C, avec  une amplitude thermique annuelle de 14,7 °C. Le cumul annuel moyen de précipitations est de 1 061 mm, avec 13,4 jours de précipitations en janvier et 8 jours en juillet. Pour la période 1991-2020, la température moyenne annuelle observée sur la station météorologique la plus proche, située sur la commune de Bénévent-l'Abbaye à 5 km à vol d'oiseau, est de 11,5 °C et le cumul annuel moyen de précipitations est de 1 013,1 mm,. Pour l'avenir, les paramètres climatiques de la commune estimés pour 2050 selon différents scénarios d’émission de gaz à effet de serre sont consultables sur un site dédié publié par Météo-France en novembre 2022.

## Urbanisme

### Typologie
Au 1er janvier 2024, Mourioux-Vieilleville est catégorisée commune rurale à habitat très dispersé, selon la nouvelle grille communale de densité à 7 niveaux définie par l'Insee en 2022.
Elle est située hors unité urbaine. Par ailleurs la commune fait partie de l'aire d'attraction de Guéret, dont elle est une commune de la couronne,. Cette aire, qui regroupe 72 communes, est catégorisée dans les aires de moins de 50 000 habitants,.

### Occupation des sols
L'occupation des sols de la commune, telle qu'elle ressort de la base de données européenne d’occupation biophysique des sols Corine Land Cover (CLC), est marquée par l'importance des territoires agricoles (69,9 % en 2018), en augmentation par rapport à 1990 (67,5 %). La répartition détaillée en 2018 est la suivante : 
prairies (55,7 %), forêts (26,7 %), zones agricoles hétérogènes (13,9 %), zones urbanisées (1,8 %), milieux à végétation arbustive et/ou herbacée (1,5 %), terres arables (0,4 %). L'évolution de l’occupation des sols de la commune et de ses infrastructures peut être observée sur les différentes représentations cartographiques du territoire : la carte de Cassini (XVIIIe siècle), la carte d'état-major (1820-1866) et les cartes ou photos aériennes de l'IGN pour la période actuelle (1950 à aujourd'hui).

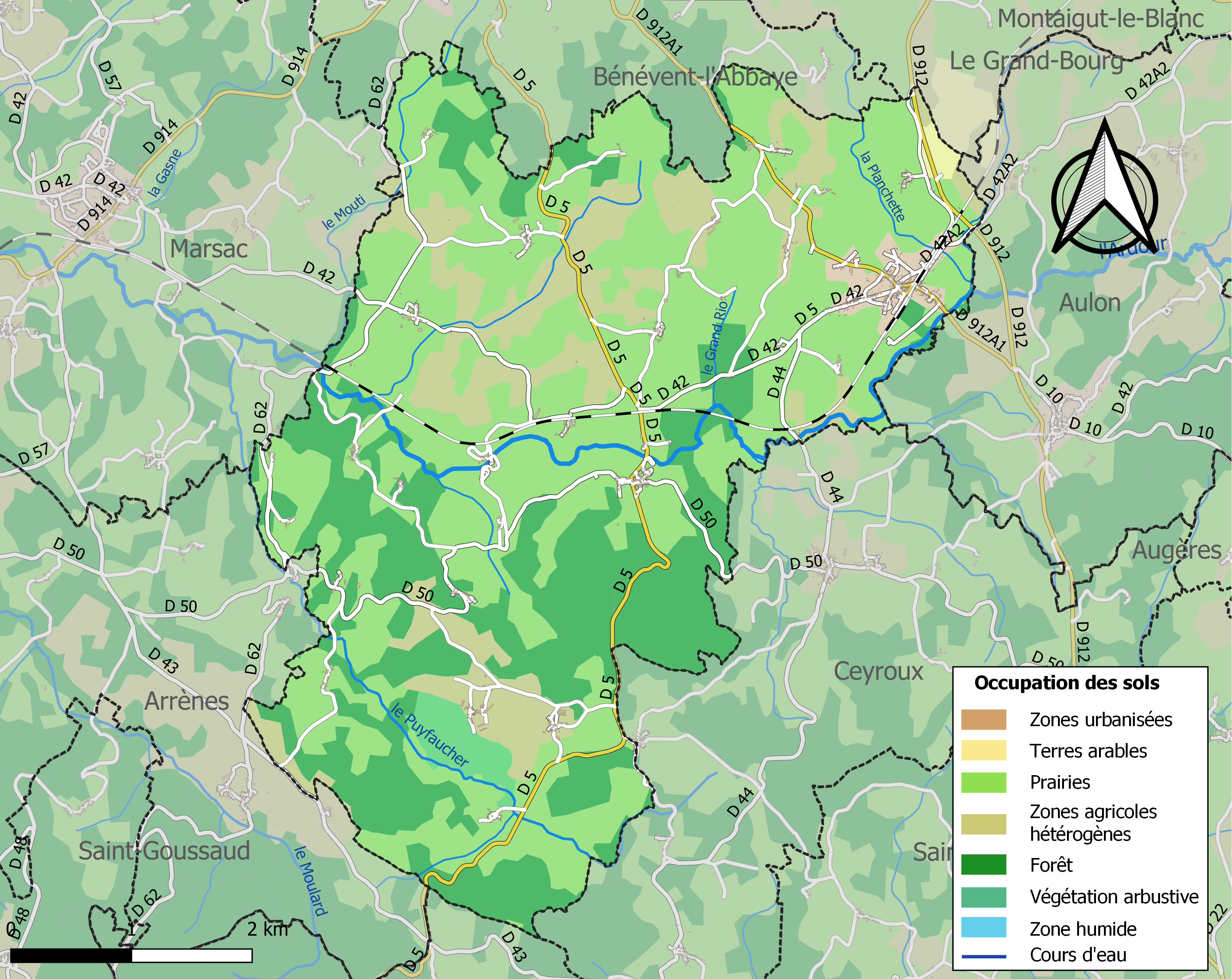
Carte des infrastructures et de l'occupation des sols de la commune en 2018 (CLC).

### Risques majeurs
Le territoire de la commune de Mourioux-Vieilleville est vulnérable à différents aléas naturels : météorologiques (tempête, orage, neige, grand froid, canicule ou sécheresse) et séisme (sismicité faible). Il est également exposé à un risque particulier : le risque de radon. Un site publié par le BRGM permet d'évaluer simplement et rapidement les risques d'un bien localisé soit par son adresse soit par le numéro de sa parcelle.

#### Risques naturels

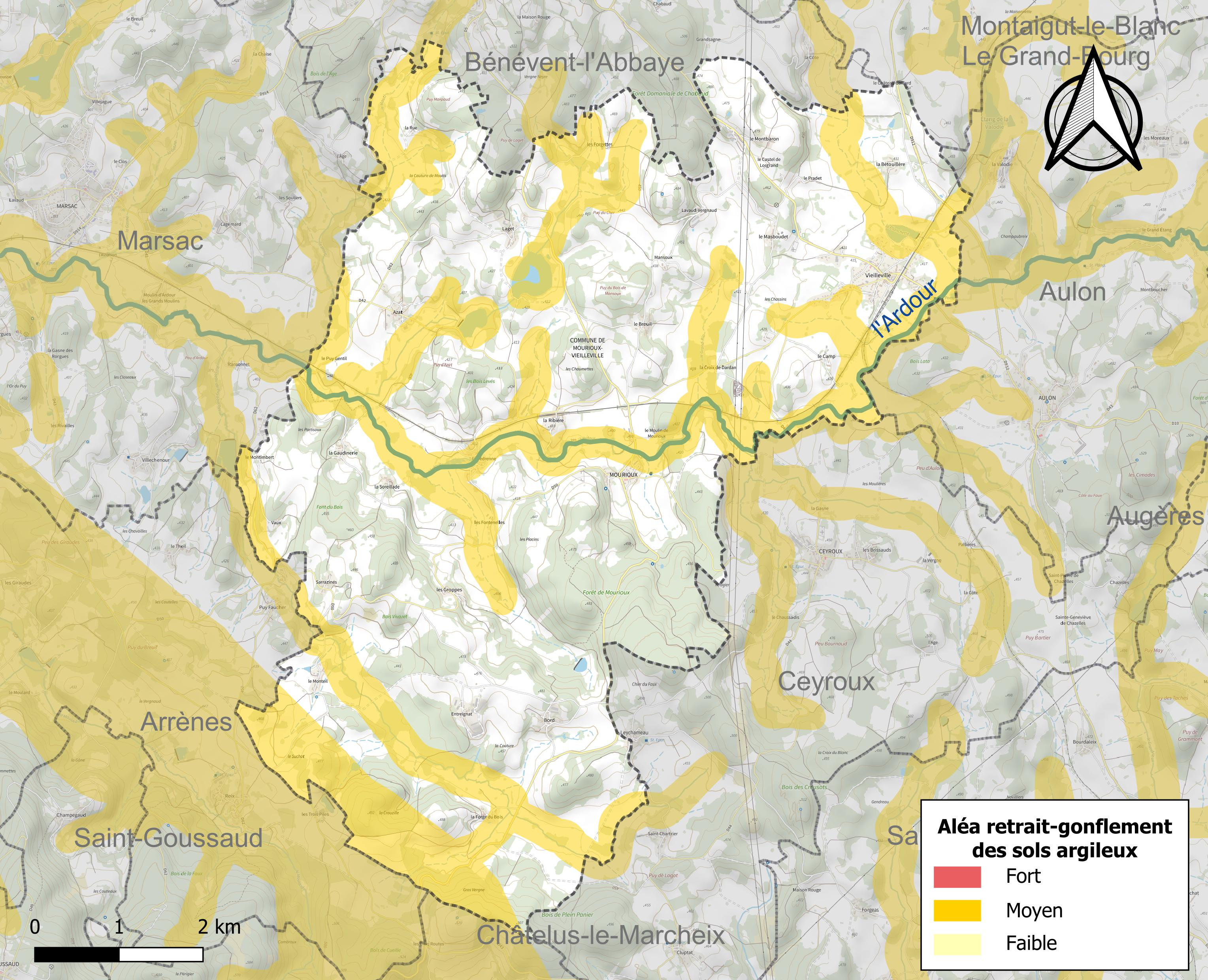
Carte des zones d'aléa retrait-gonflement des sols argileux de Mourioux-Vieilleville.

Le retrait-gonflement des sols argileux est susceptible d'engendrer des dommages importants aux bâtiments en cas d’alternance de périodes de sécheresse et de pluie. 31,8 % de la superficie communale est en aléa moyen ou fort (33,6 % au niveau départemental et 48,5 % au niveau national). Sur les 413 bâtiments dénombrés sur la commune en 2019,  80 sont en aléa moyen ou fort, soit 19 %, à comparer aux 25 % au niveau départemental et 54 % au niveau national. Une cartographie de l'exposition du territoire national au retrait gonflement des sols argileux est disponible sur le site du BRGM,.
Par ailleurs, afin de mieux appréhender le risque d’affaissement de terrain, l'inventaire national des cavités souterraines permet de localiser celles situées sur la commune.
La commune a été reconnue en état de catastrophe naturelle au titre des dommages causés par les inondations et coulées de boue survenues en 1982 et 1999. Concernant les mouvements de terrains, la commune a été reconnue en état de catastrophe naturelle au titre des dommages causés par la sécheresse en 2019 et par des mouvements de terrain en 1999.

#### Risque particulier
Dans plusieurs parties du territoire national, le radon, accumulé dans certains logements ou autres locaux, peut constituer une source significative d’exposition de la population aux rayonnements ionisants. Certaines communes du département sont concernées par le risque radon à un niveau plus ou moins élevé. Selon la classification de 2018, la commune de Mourioux-Vieilleville est classée en zone 3, à savoir zone à potentiel radon significatif.

## Histoire
À l'époque gallo-romaine, de grandes excavations sont pratiquées pour l'exploitation de filons d'or.
En 1230, Gauthier de Mourioux prit la croix et partit pour la Terre-Sainte.
Avant la Révolution, Mourioux faisait partie du Poitou, de la généralité de Limoges, de la Sénéchaussée de Montmorillon et de l'archiprêtré de Bénévent. C'était une cure régulière placée sous le vocable de saint Rémi, archevêque, à laquelle l'abbé de Bénévent nommait les titulaires.
En 1835, les villages de Le Teil, Saint-Chartier et Cluptat passèrent de Mourioux à Ceyroux.
Vieilleville était à l'origine un village de la commune de Mourioux. Lorsque le chemin de fer s'est développé, au XIXe siècle, et qu'une gare a été construite à Vieilleville, cette partie de la commune est devenue beaucoup plus importante que le bourg historique. Vieilleville est ainsi devenu le bourg principal. Par décret du 05/08/1992, le nom du "vieux bourg", Mourioux, a donc été complété par celui de Vieilleville, qui accueille encore aujourd'hui la majorité des habitants de la commune.

## Politique et administration

### Député et conseiller général
Mourioux-Vieilleville appartenait à la 1re circonscription composée des cantons de Bénévent-l'Abbaye, Bonnat, Bourganeuf, Dun-le-Palestel, Le Grand-Bourg, Guéret-Nord, Guéret-Sud-Est, Guéret-Sud-Ouest, Saint-Vaury et La Souterraine jusqu'aux élections de juin 2012.
Depuis le redécoupage des circonscriptions législatives françaises de 2010, la Creuse ne comporte plus qu'une seule circonscription. 
Lors des élections législatives françaises de 2012, Michel Vergnier qui était le député (PS) de la 1re circonscription depuis 1997 a été élu député de la Creuse face à Jean Auclair qui était le député (UMP) de la deuxième circonscription.
Le conseiller général du canton de Bénévent-l'Abbaye est André Mavigner (DVG) depuis 2008.

### Maire
| Période                                  | Période | Identité                      | Étiquette | Qualité   |
| ---------------------------------------- | ------- | ----------------------------- | --------- | --------- |
| septembre 2010                           |         | Jacqueline Dedet              | SE        | retraitée |
| mars 2008                                |         | Alain Delattre                |           |           |
| mars 2001                                |         | Martine Marquet               | DVG       |           |
| 1989                                     |         | André Bataille                |           |           |
| 1965                                     |         | Lucien-Henri Thomas           | PS        |           |
| 1951                                     |         | Noël Jouberty                 |           |           |
| 1945                                     |         | Roger Chambon                 |           |           |
| 1944                                     |         | Léon Mérigot                  |           |           |
| 1939                                     |         | Noël Jouberty                 |           |           |
| 1931                                     |         | Henry Gros                    |           |           |
| 1925                                     |         | Marcel Gillet                 |           |           |
| 1895                                     |         | Prosper Gros                  |           |           |
| 1884                                     |         | Léonard Niveau                |           |           |
| 1876                                     |         | Jacques Pimpaud               |           |           |
| 1852                                     |         | Joseph-François Legay         |           |           |
| 1848                                     |         | Jean-Baptiste Legay           |           |           |
| 1836                                     |         | Jean Coureaud                 |           |           |
| 1813                                     |         | Jean Laforge                  |           |           |
| 1800                                     |         | Jean-Baptiste-Louis Bouteille |           |           |
| 1792                                     |         | Emile-Jean Villatte           |           |           |
| Les données manquantes sont à compléter. |         |                               |           |           |

## Démographie
L'évolution du nombre d'habitants est connue à travers les recensements de la population effectués dans la commune depuis 1793. Pour les communes de moins de 10 000 habitants, une enquête de recensement portant sur toute la population est réalisée tous les cinq ans, les populations de référence des années intermédiaires étant quant à elles estimées par interpolation ou extrapolation. Pour la commune, le premier recensement exhaustif entrant dans le cadre du nouveau dispositif a été réalisé en 2006.

En 2022, la commune comptait 523 habitants, en évolution de +1,95 % par rapport à 2016 (Creuse : −3,32 %, France hors Mayotte : +2,11 %).
| 1793  | 1800 | 1806  | 1821  | 1831  | 1836  | 1841  | 1846  | 1851  |
| ----- | ---- | ----- | ----- | ----- | ----- | ----- | ----- | ----- |
| 1 064 | 921  | 1 009 | 1 076 | 1 162 | 1 247 | 1 053 | 1 108 | 1 080 |

| 1856  | 1861 | 1866  | 1872  | 1876  | 1881  | 1886  | 1891  | 1896  |
| ----- | ---- | ----- | ----- | ----- | ----- | ----- | ----- | ----- |
| 1 007 | 985  | 1 098 | 1 146 | 1 191 | 1 243 | 1 369 | 1 301 | 1 403 |

| 1901  | 1906  | 1911  | 1921  | 1926  | 1931  | 1936  | 1946  | 1954  |
| ----- | ----- | ----- | ----- | ----- | ----- | ----- | ----- | ----- |
| 1 414 | 1 417 | 1 446 | 1 296 | 1 216 | 1 226 | 1 187 | 1 177 | 1 168 |

| 1962  | 1968 | 1975 | 1982 | 1990 | 1999 | 2006 | 2011 | 2016 |
| ----- | ---- | ---- | ---- | ---- | ---- | ---- | ---- | ---- |
| 1 018 | 941  | 851  | 719  | 629  | 569  | 580  | 509  | 513  |

| 2021 | 2022 | - | - | - | - | - | - | - |
| ---- | ---- | - | - | - | - | - | - | - |
| 521  | 523  | - | - | - | - | - | - | - |

## Lieux et monuments
- Dolmen du Four des Fades (source: carte IGN)
- Église Saint-Rémi de Mourioux-Vieilleville du XIIIe siècle, fortifiée au XIVe siècle. L'édifice est inscrit au titre des monuments historiques en 1961[22].
- Église Notre-Dame-de-la-Merci de Vieilleville
- Fontaine de Villedaris

## Lieux-dits
La commune comprend 29 villages dispersés autour du bourg de Mourioux : Azat, La Betouillère, Bord, Le Breuil, Le Camp, Le Château-Gaillard, Entreignat, Les Fontenelles, La Forge-du-Bois, Forgettes, La Gaudinerie, Les Groppes, Laget, Lavaud-Vergnaud, Leychameau (village partagé avec la commune de Ceyroux), Mansoux, Le Masboudet, Montbaron, Le Monteil, Montimbert, Le Pradeix, Le Puy-Gentil, La Ribière, La Rue, Sarrazines, La Soreillade, Vaux, Vedrenne, Vieilleville.

## Personnalités liées à la commune
- L'écrivain Pierre Michon est né dans la commune voisine de Châtelus-le-Marcheix mais a grandi à Mourioux-Vieilleville où sa mère était institutrice.  Il y situe une partie de son récit Vies minuscules (Gallimard, 1984).